# 배틀필드 2
배틀필드 2(Battlefield 2)는 디지털 일루션 CE에서 제작하고 일렉트로닉 아츠에서 배급하는 온라인 1인칭 슈팅 게임으로, 이 게임의 개발을 위해 디지털 일루션 DC는 배틀필드 1942의 모드 "데저트 컴벳"의 개발사인 트라우마 스튜디어스를 연구개발팀으로서 인수하였다.
2005년 6월 말에 발매한 배틀필드 시리즈의 세 번째 작품으로, 실제 전쟁 역사를 바탕으로 제작된 배틀필드 1942와 배틀필드 베트남과는 달리, 미국 해병대가 중국 인민해방군, 가상의 군사 조직인 중동연합(Middle East Coalition)과 전쟁을 벌인다는 가상의 설정을 주제로 하고 있다. 게임은 주로 미국 해병대가 침공하고 중국 인민해방군, 중동연합이 이에 맞서 싸우는 입장에서 시작한다.
게임의 개발을 마친 뒤, 트라우마 스튜디어스는 전 세계에 지역 스튜디오의 수가 너무 많아 정리한다는 이유로 디지털 일루션 DC에 의해 폐쇄되었다.

## 게임 방식
정식 방식으로는 컨퀘스트(Conquest), 코옵(Co-Op, Cooperative)가 있다. 컨퀘스트는 모든 방법을 동원하여 상대방의 거점을 점령, 잔존 병력수(tickets)를 빠르게 소멸하게 만든 다음, 마침내는 바닥 내도록 하여 승리를 얻어내는 방식이다. 공식적으로 순위를 매길 수 있는 게임 방식이다.
코옵은 사람과 봇의 전투이다.
이것은 싱글 플레이의 온라인 방식으로서 정식 랭킹 게임 모드가 아니다.
점수 취득은 협동 플레이를 하도록 유도하게끔 설정되어 있다.
단순히 적을 사살하여 점수를 얻는 기본 점수와 사살, 점령 등으로 아군을 도와 주어서 얻는 어시스트 점수로 나뉜다.

### 병과
배틀필드 2의 병과는 총 7개로 특수부대원, 저격수, 소총수, 보급병, 공병, 의무병, 대전차병으로 구성되어있고 각각의 특징이 있다.

### 차량
배틀필드 2에서의 차량 종류는 전차, 장갑차, 수송용 차량 등이 있고 공중에서는 전투기, 헬리콥터가 있다.

## 특징

### 커모 로즈
커모 로즈란 몇 가지 대사가 녹음된 것으로 팀이나 분대에게 빠르게 메시지를 보낼 수 있다는 장점이 있다. 예를 들어 적 탐지나 의무병 호출, 분대장이 명령을 내릴때 커모 로즈를 사용한다.

### 분대
분대는 군사의 규모 중에서 가장 작은 집단이다. 배틀필드2에서는 이 가장 작은 집단만으로도 손발이 얼마나 맞아떨어지냐에 따라 게임의 판도를 뒤집을 수 있다. 예를 든다면, 적의 눈을 피해 다른 지역을 동시 다발적으로 확보하여 상대편의 타켓의 소모속도에 가속도를 붙일 수 있다. 다른 경우로는 반대로 밀리면서 획득한 지역을 모두 빼앗겨 스폰을 할 수 없을 때가 있다. 그러한 상황에서 분대에 들어가 있는 분대원들은 분대장이 심각한 부상 상태에 빠지지 않고 살아있을 경우, 계속하여 그 근처에서 리스폰하여 지역 탈환에 나서 역전을 노릴 수도 있으므로, 분대장의 보호는 매우 중요하다. 더불어 사령관에게 직접적으로 보급, 포격, UAV 요청을 할 수 있다. 특정 플레이어를 초대함으로써 클랜에 소속된 플레이어들만의 분대를 생성할 수도 있다.

### 사령관
지휘관은 전술적으로 아군을 통솔하여 승리로 이끌어야 하는 책임감이 무거운 자리이다. 자주포로 진격을 늦추거나 막대한 손실을 입히고, 인공 위성과 MQ-1 프레데터 UAV를 이용하여 적의 위치를 탐색하거나, 보급품 또는 차량을 투하할 수 있다. (운이 없으면 깔려 죽을 수 있다.) 지휘관으로 임명되어도 구분되는 것은 아니며, 이름표에 별이 붙을 뿐이므로 적의 입장에서는 쉽게 구별하기 어렵다. 지휘관직에 지원하여 임명되는 것은 계급이 높을수록 유리하며, 수락되면 지휘관 모드를 사용할 수 있다. 반대로 임명된 지휘관이 아무것도 하지 않거나 아군을 불리한 상황에 놓이게 할 경우, 투표를 통해 해임시킬 수 있다.

### 랭킹 및 아이템 획득
게임 안에서 조건에 따라 훈장, 기장, 약장을 획득하게 된다. 간단히 딸 수 있는 것부터 많은 시간을 들어야만 딸 수 있는 것까지 가지각색이며, 획득의 결과에 따라 해당 플레이어의 실력을 간접적으로 보여주는 것이라 볼 수 있다. 그리고 화기는 계급이 오름에 따라 기념하는 것으로, 잠긴 추가 무기를 풀 수 있는 계급은 상병(Lance Corpral)부터이다. 배틀필드2: 스페셜포스에서만 풀 수 있는 무기도 있는데, 이 모든 것은 정식 랭킹 서버에서만 할 수 있다. 자신의 전적은 전투 본부(BFHQ)나 B.F.2.S 보관됨 2021-09-10 - 웨이백 머신에서 확인할 수 있다.

### 맵
배틀필드2에는 총 14개의 맵이 있으며, 모두 미국 해병대(USMC)측이 공격, 중동연합군(MEC)과 인민해방군(PLA)는 방어하는 형태이다. Wake Island 2007 맵 외에는 크기에 따라 16인용(소형), 32인용(중형), 64인용(대형)으로 나뉜다. 맵의 크기에 따라 진지의 개수, 등장하는 차량의 개수가 달라진다.
| 배틀필드 2 | 스페셜 포스                                                                                               | 유로 포스                                                |
| --- | --- | -------------------------------------------------------- |
| - Dalian Plant - Daqing Oilfields - Dragon Valley - FuShe Pass - Gulf of Oman - Highway Tampa - Kubra Dam - Mashtuur City - Operation Clean Sweep - Operation Blue Pearl - Road to Jalalabad - Sharqi Peninsula - Songhua Stalemate - Strike at Karkand - Wake Island 2007 - Zatar Wetlands | - Devil's Perch - Ghost Town - Iron Gator - Leviathan - Mass Destruction - Night Flight - Surge - Warlord | - Great Wall - Operation Smoke Screen - Taraba Quarry    |
| - Dalian Plant - Daqing Oilfields - Dragon Valley - FuShe Pass - Gulf of Oman - Highway Tampa - Kubra Dam - Mashtuur City - Operation Clean Sweep - Operation Blue Pearl - Road to Jalalabad - Sharqi Peninsula - Songhua Stalemate - Strike at Karkand - Wake Island 2007 - Zatar Wetlands | - Devil's Perch - Ghost Town - Iron Gator - Leviathan - Mass Destruction - Night Flight - Surge - Warlord | 아머드 퓨리                                              |
| - Dalian Plant - Daqing Oilfields - Dragon Valley - FuShe Pass - Gulf of Oman - Highway Tampa - Kubra Dam - Mashtuur City - Operation Clean Sweep - Operation Blue Pearl - Road to Jalalabad - Sharqi Peninsula - Songhua Stalemate - Strike at Karkand - Wake Island 2007 - Zatar Wetlands | - Devil's Perch - Ghost Town - Iron Gator - Leviathan - Mass Destruction - Night Flight - Surge - Warlord | - Midnight Sun - Operation Harvest - Operation Road Rage |

## 확장팩

### 스페셜 포스
- 미국 - 네이비 씰
- 영국 - SAS
- 러시아 - 스페츠나츠
- 중동 연합군 - 특수 부대
- 무장 투쟁군
- 반란군

## 부스터팩
부스터팩은 일정 금액을 지불하고 제공받는 선불 코드를 입력하여 인증되면, 온라인 상에서 내려받아 파일을 게임에 추가하는 일종의 애드온(Add-on) 방식의 확장팩이다. 공개된 부스팩은 유로 포스와 아머드 퓨리가 있으며, 새로운 맵과 새로운 진영인 유럽 연합군과 이들을 위한 무기, 탑승 가능한 장비들이 추가되었다.
부스터팩은 2009년 9월 1일 공개된 1.50 패치에 포함되면서 공식적으로 무료로 제공되었다.

### 유로 포스
유로 포스(Euro Force)는 첫 부스터 팩으로 2006년 3월 16일에 발매되었다. 3개의 맵(GreatWar II , Operation Smoke, Taraba Quarry)과 유럽 연합군을 위한 새로운 7가지 무기(베넬리 M4, FAMAS, P90, HK21, HK53A3, L96A1, L85A2)가 추가되었다.

## 평가
| 통합 점수  | 통합 점수 |
| 통합사     | 점수      |
| ---------- | --------- |
| 게임랭킹스 | 89.91%    |
| 메타크리틱 | 91/100    |
| 평론 점수  |           |
| 평론사     | 점수      |
| G4         | [ 5 ]     |
| 게임스팟   | 9.3/10    |
| 게임스파이 | [ 7 ]     |
| IGN        | 8.9/10    |

| 수상                | 수상                                    |
| 평론사              | 수상                                    |
| ------------------- | --------------------------------------- |
| GameSpot            | Best Multiplayer game of 2005           |
| Maximum PC's        | 2006 Multiplayer game of the Year Award |
| Game Critics Awards | Best Online Multiplayer 2005            |

## 같이 보기
- 워록
- 배틀필드 온라인